# Plectus varians
Plectus varians är en rundmaskart som beskrevs av Maggenti 1961. Plectus varians ingår i släktet Plectus och familjen Plectidae. Arten är reproducerande i Sverige. Inga underarter finns listade i Catalogue of Life.